# Xangri-lá
Xangri-lá là một đô thị thuộc bang Rio Grande do Sul, Brasil. Đô thị này có diện tích 60,95 km², dân số năm 2007 là 10602 người, mật độ 173,95 người/km².